# 萊比錫布商大廈管弦樂團
萊比錫布商大廈管弦樂團（又譯萊比錫布業大廳管弦樂團或音譯為萊比錫格萬豪斯管弦樂團）是位于德國萊比錫的世界知名管弦樂團，現有175名全職樂手，是當今全世界人數最多的專業管弦樂團之一。現任首席指揮為安德里斯·尼尔森斯。

## 背景
樂團的基地——萊比錫布商大廈（又译“莱比锡布业会馆”）最早見經傳於15世紀，最初是用於地方布匹的交易。而萊比錫地區自18世紀早期便有零星的私人音樂會的存在，最初在地方權貴的府上，其後便移師到一些小酒館。布商大廈樂團的前身——一個由萊比錫市民與商人組成的16人樂團成立於1743年，早期在市中心的「三天鵝酒店」（Zu den drey Schwanen）練習並表演。直止1780年有萊比錫市民建議把布商大廈中空置的一層，改建為音樂廳。經市長同意，市議會資助下，音樂廳很快完成改建。次年樂團遷入布商大廈運作，並自此以布商大廈作為基地音樂廳，樂團也開始冠用現名。
1835年，樂團迎來歷史上最著名的首席指揮——浪漫派作曲家门德尔松。1840年，樂團被公有化，隸屬於萊比錫市政府。但很快布商大廈裡僅僅一層的空間也不敷樂團的應用，1884年樂團遷入了位於貝多芬路（Beethovenstraße）的第二代音樂廳。而在1943年，第二代音樂廳毀於二戰期間盟軍轟炸。自此到1984年，樂團暫遷至普法芬多夫路（Pfaffendorfer Straße）的議會大廈運作。
1981年，第三代的布商大廈音樂廳落成。1984年樂團遷入新音樂廳。新的音樂廳裝有一座以規模之大聞於世的管風琴，管風琴上刻有多年來樂團的座右銘「真正的喜悅是件嚴肅的事」（Res Severa Verum Gaudium）。

### 歷任首席指揮
歷任布商大廈管弦樂團首席指揮的正式職稱為布商大廈樂團總監（Gewandhauskapellmeister）。
1. 1781–1785：约翰·亚当·席勒
2. 1785–1810：约翰·戈特弗里德·席希特（德语：Johann Gottfried Schicht）
3. 1810–1827：约翰·菲利普·克里斯蒂安·舒尔茨（德语：Johann Philipp Christian Schulz）
4. 1827–1835：奥古斯特·波伦茨（德语：August Pohlenz）
5. 1835–1847：费利克斯·门德尔松·巴托尔迪
6. 1841/1842, 1852–1854：费迪南德·大卫（德语：Ferdinand David）
7. 1843/1844：费迪南德·希勒
8. 1844–1848：尼尔斯·加德
9. 1848–1860：尤利乌斯·里茨（德语：Julius Rietz）
10. 1860–1895：卡爾·赖内克
11. 1895–1922：阿图尔·尼基施
12. 1922–1928：威尔海姆·富特文格勒
13. 1929–1933：布鲁诺·瓦尔特
14. 1934–1945：赫尔曼·阿本德罗特（德语：Hermann Abendroth (Dirigent)）
15. 1946–1948：赫伯特·阿尔贝特（德语：Herbert Albert）
16. 1949–1962：弗朗茨·康维茨尼
17. 1964–1968：瓦茨拉夫·诺伊曼
18. 1970–1996：库尔特·马苏尔
19. 1998–2005：赫伯特·布隆斯泰特
20. 2005–2016：里卡多·夏伊
21. 2018–：安德里斯·尼尔森斯

### 榮譽指揮
- 庫爾特·馬蘇爾（1996–2015）
- 赫伯特·布隆斯泰特（2005–現今）

## 相關圖片

### 歷代音樂廳影像

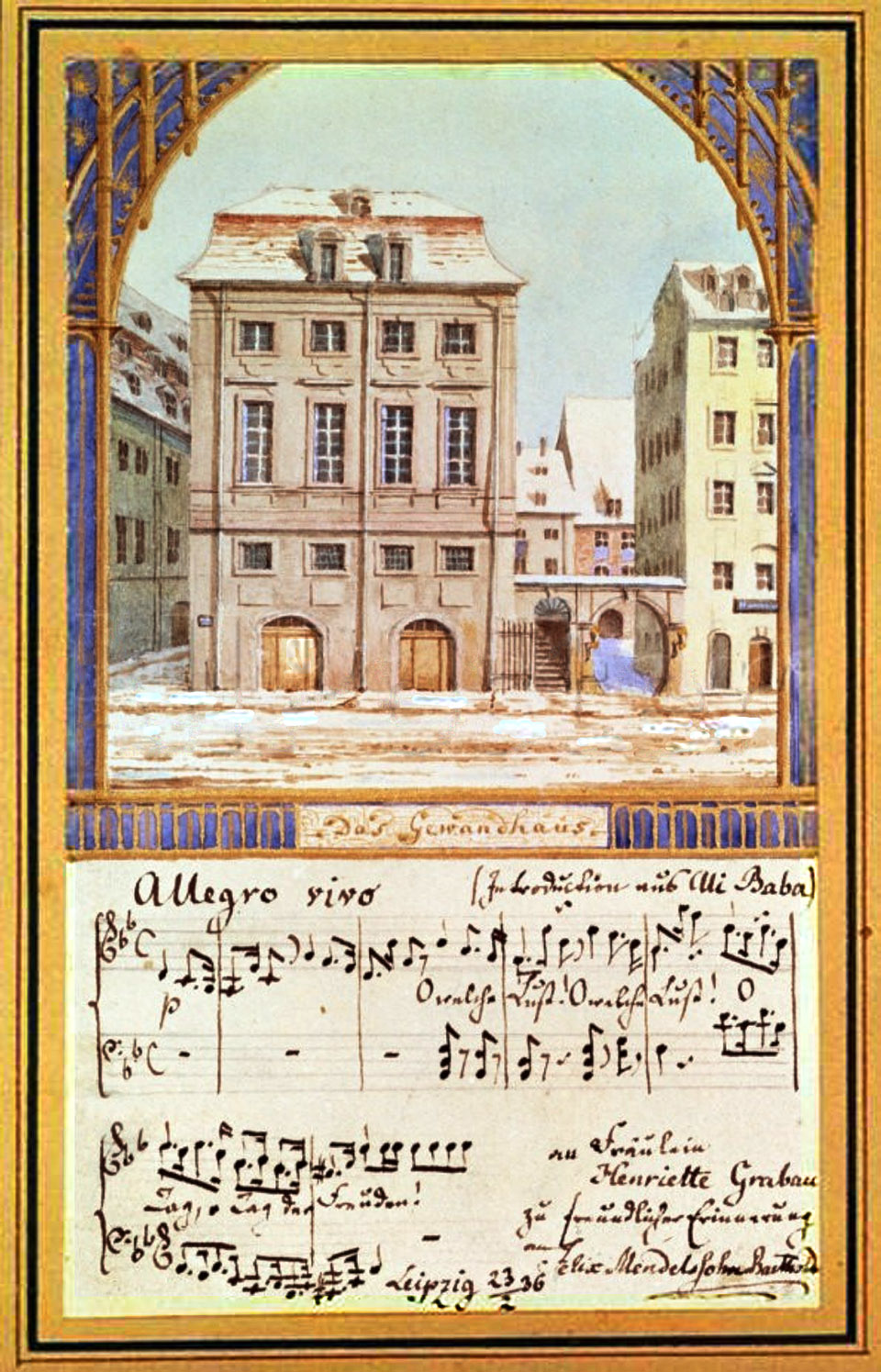
第一代大廈 (1781年)
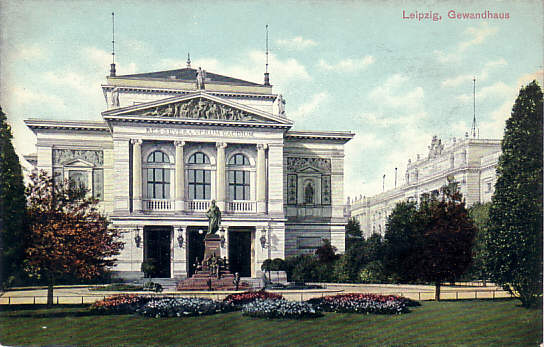
第二代音樂廳 (成像於1910年)
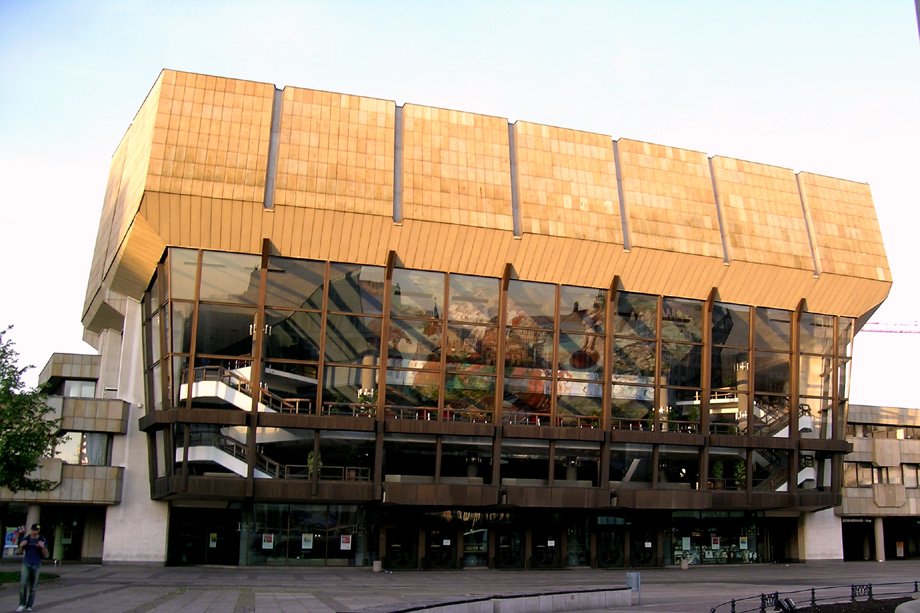
現今第三代音樂廳 (建於1981年)